# Área metropolitana de Roanoke
El área metropolitana de Roanoke o Área Estadística Metropolitana de Roanoke, VA MSA, como la denomina la Oficina del Censo de los Estados Unidos, es un Área Estadística Metropolitana centrada en la ciudad de Roanoke, estado de Virginia, en Estados Unidos. Su población según el censo de 2010 es de 308.707 de habitantes, convirtiéndola en la 152.º área metropolitana más poblada de los Estados Unidos.

## Composición
El área metropolitana está compuesta por:
2  ciudades independientes, junto con su población según los resultados del censo 2010:
- Roanoke – 204.214 habitantes
- Salem – 17.411 habitantes;

y 4 condados, junto con su población según los resultados del censo 2010:
- Botetourt – 12.690 habitantes
- Craig – 28.545 habitantes
- Franklin – 7.256 habitantes
- Roanoke – 12.087 habitantes

## Principales ciudades del área metropolitana
Ciudad principal o núcleo
- Roanoke

Comunidades con más de 10.000 habitantes
- Cave Spring
- Hollins
- Salem

Comunidades con 1.000 a 10.000 habitantes
- Blue Ridge
- Buchanan
- Cloverdale
- Daleville
- Ferrum
- Laymantown
- North Shore
- Rocky Mount
- Vinton

Comunidades con 1.000 a 10.000 habitantes
- Boones Mill
- Fincastle
- New Castle
- Penhook
- Troutville
- Union Hall
- Westlake Corner